# رابطة الجنوب العربي
رابطة الجنوب العربي هو أول حزب سياسي في شبه الجزيرة العربية تأسس في 29 أبريل عام 1951م في مدينة عدن برئاسة السيد محمد علي الجفري وأبرز أهدافه التمسك بالهوية الإسلامية والهوية الجنوبية العربية.

## أهم الأحداث
بعد بضعة أعوام من تأسيس رابطة الجنوب العربي قامت قيادة الحزب بفصل بعض الجنوبيين من الرابطة لارتباطهم الوثيق بالفكر الشيوعي والقيادة الشيوعية بموسكو وبالحزب الشيوعي السوري بقيادة خالد بكداش.
حدوث انشقاق في صفوف حزب الرابطة في القاهرة من قيادات الصف الثاني والثالث وقاموا بتأسيس الجبهة القومية للتحرير بدعم من قبل المخابرات المصرية مما أدى لاغلاق مكتب الرابطة في القاهرة وانتقل عمل الرابطة إلى جده وبيروت وبغداد التي اغلق فيها المكتب فيما بعد.
طرقت رابطة الجنوب العربي باب الأمم المتحدة في نيويورك وتحدث الأمين العام آنذاك السيد شيخان الحبشي من على منبر الأمم المتحدة وفضح أعمال بريطانيا الاستعمارية في الجنوب العربي وتكللت مطالب الرابطة بنجاح بأغلبية ساحقة من دول العالم وأرسلت لجنة تصفية الاستعمار لجنة فرعية إلى الجنوب العربي وألزمت بريطانيا على تصفية الاستعمار والرحيل نهاية عام 1967م.
عندما خرجت بريطانيا من الجنوب العربي سلمت الحكم إلى الجبهة القومية التي بدورها قامت بإقصاء وإلغاء والتنكيل بالقوى السياسية الأخرى مما أدى لقيام حركة ثورية في صيف 1968م باسم ( ثورة الوحدة الوطنية ) بقيادة رابطة الجنوب العربي وأبرز مطالبها إطلاق سراح جميع المعتقلين السياسيين وإقامة حكومة انتقالية تشترك فيها جميع العناصر الوطنية وإطلاق الحريات العامة وقد رفضت الجبهة القومية وحلفاؤها من القوى اليسارية والشيوعية كل تلك المطالب وقاموا بشن حملة عسكرية ضد الثورة ونظرا لعدم توازن القوة العسكرية فقد كان لهم حسم المعركة مما أدى لنفي الكثير من القيادات إلى خارج الوطن.
في عام 1989م اجتمع أعضاء حزب رابطة الجنوب العربي في مدينة جده وانشق عنه تيار بقيادة عبد الرحمن الجفري وأسسوا حزب رابطة أبناء اليمن الذي اتخذ من صنعاء مقرا له بعد الوحدة اليمنية وبقي تيار آخر بقيادة محمد أبو بكر بن عجرومه العولقي الذي بقي باسم رابطة الجنوب العربي.